# 米哈伊爾·伊萬諾夫·亞歷山德羅夫
米哈伊爾·伊萬諾夫·亞歷山德羅夫（1989年6月11日—）是保加利亞足球運動員，司職翼鋒，現時效力於艾達卡迪薩利足球會。

## 外部連結
- Soccerway資料庫：米哈伊爾·伊萬諾夫·亞歷山德羅夫